# اینگولف فیلد
اینگولف فیلد (به لاتین: Ingolf Fjeld) یک کوه در گرینلند است که در سرمرسوک واقع شده‌است. اینگولف فیلد ۱٬۵۰۳ متر بالاتر از سطح دریا واقع شده‌است.